# لوک آرنولد
لوک آرنولد (انگلیسی: Luke Arnold؛ زادهٔ ۱۹۸۴ (۴۰–۴۱ سال) یک هنرپیشه اهل استرالیا است.
از فیلم‌ها یا برنامه‌های تلویزیونی که وی در آن نقش داشته است می‌توان به هیل شکسته، دایره جنایی، نیمه جادو و بادبان‌های سیاه اشاره کرد.
آرنولد در آدلاید ، استرالیای جنوبی متولد شد و تا زمان انتقال خانواده اش به سیدنی در آنجا به مدرسه ابتدایی رفت. وی برای دو سال آخر دبیرستان در دبیرستان سانشاین بیچ در ساحل آفتاب به کوئینزلند نقل مکان کرد. وی در سن 18 سالگی به عنوان دستیار شمشیرباز در فیلم Peter Pan در سال 2003 کار کرد. او در سال 2006 از آکادمی هنرهای نمایشی غرب استرالیا فارغ التحصیل شد و اولین بازی خود را در فیلم Broken Hill در سال 2009 به عنوان اصلی انجام داد.